# Ostrava-Vítkovice
Ostrava-Vítkovice – stacja kolejowa w dzielnicy Ostrawy – Witkowicach, w kraju morawsko-śląskim, w Czechach przy ulicy U Nádraží 27/1. Znajduje się na wysokości 235 m n.p.m. i leży na linii kolejowej nr 321.
Stacja powstała w 1964 roku. Budynek dworca zaprojektował w tzw. stylu brukselskim czeski architekt Josef Danda, który zaprojektował także podobny tego typu dworzec kolejowy w Trzyńcu. Stacja ma dwa perony, kasy biletowe, poczekalnię, możliwość nadania przesyłki kurierskiej, automaty do elektronicznego zakupu biletów (czynne po zamknięciu kas biletowych), kiosk, sklep spożywczy, toalety, bufet. Połączenie z miastem umożliwiają linie tramwajowe i autobusowe.